# Blasticorhinus hampsoni
Blasticorhinus hampsoni är en fjärilsart som beskrevs av Bethune-Baker 1906. Blasticorhinus hampsoni ingår i släktet Blasticorhinus och familjen nattflyn. Inga underarter finns listade i Catalogue of Life.